# Pär Hansson
Pour les articles homonymes, voir Hansson.
Pär Hansson est un footballeur suédois, né le 22 juin 1986 à Vejbystrand en Suède. Il évolue comme gardien de but.

## Biographie

### L'agression en plein derby
Le 24 mai 2011, lors du derby entre Malmö FF et Helsingborgs IF (10e journée), alors que Rachid Bouaouzan vient d'ouvrir le score pour Helsingborg IF grâce à un passe lumineuse de Rasmus Jönsson, un pétard est jeté à proximité de Pär Hansson. Ce dernier, sonné et assourdi par l'explosion est ensuite bousculé par un hooligan, âgé de 18 ans, qui avait pu pénétrer sur la pelouse. Ce dernier est vite maitrisé par les forces de l'ordre et conduit en détention. L'arbitre de la rencontre, Stefan Johannesson, qui avait déjà reporté le coup d'envoi de la rencontre  de 5 minutes, en raison de l'usage important de fumigènes, a interrompu immédiatement la rencontre.

## Sélection
- Suède : 1 sélection
- Première sélection le 19 janvier 2011 : Botswana - Suède (1-2)

Pär Hansson obtient sa première sélection en étant titulaire contre le Botswana lors de la tournée hivernale de 2011.

## Palmarès
Helsingborgs IF
- Champion de Suède (1) : 2011
- Vainqueur de la Coupe de Suède (1) : 2010
- Vainqueur de la Supercoupe de Suède (1) : 2011

 Feyenoord Rotterdam
- Championnat des Pays-Bas (1) : 2017